# Volda
Volda är en tätort som utgör centralort i Volda kommun i Møre og Romsdal fylke i västra Norge. Här utges Norges äldsta lokaltidning Avisa Møre.

## Sport
Volleybollklubben KFUM Volda kommer från orten.